# Tritoma pulchra
Tritoma pulchra är en skalbaggsart som beskrevs av Thomas Say 1826. Tritoma pulchra ingår i släktet Tritoma och familjen trädsvampbaggar. Inga underarter finns listade i Catalogue of Life.